# 七牌坊碑林
大坪七牌坊碑林，在重慶市渝中區大坪的繁华路段莲花国际大厦南望菜市场老街之地，现已搬迁至附近的公共绿地上。因大坪之地有其中九座紧邻，抗戰中敵機炸塌兩座，剩餘七座，故此地名曰“七牌坊”，後陸續被拆除，殘餘各類德政、功德、節孝、神道碑刻25塊，2009年12月，因七牌坊之地拆迁为新的商业中心建筑用地让位，碑刻搬至新地。2009年12月15日列為第二批重慶市文物保護單位。